# Попрад (річка)
Попрад (пол. Poprad, чеськ. і словац. Poprad, русин. Попрад) — річка в Словаччині та Польщі, притока річки Дунаєць.
Довжина — 168,8 км, з яких 107 — на території Словаччини, 31,1 км на польсько-словацькому кордоні і 30,7 км — на території Польщі. Виток бере в Татрах. Площа водозбірного басейну становить 1,889,2 км² (1594,1 км² в Словаччині і 295,1 км² в Польщі). Середньорічний стік води — 22,3 м³/с.
Це єдина річка Словаччини, котра належить до басейну Балтійського моря[джерело?]. У Словаччині понад річкою Попрад розташоване однойменне місто.

## Притоки
- Підгірський Потік, Щавник, Верхомлянка, Ломничанка, Глембочанка (праві); Велика Розтока, Пшисетниця.